# 田園のコンセール
『田園のコンセール』（Concert champêtre）FP.49は、フランシス・プーランクが作曲したチェンバロ（クラヴサン）協奏曲。1927年に作曲された。

## 作曲の経緯
当時最高といわれたクラヴサン（チェンバロ）奏者のワンダ・ランドフスカの委嘱によってこの曲は生まれた。彼女のために最初に協奏曲を書いたのはマヌエル・デ・ファリャだったが、その2人目がプーランクだったという。
この曲を「コンセール」（concert）にしたのは、協奏曲というよりは合奏曲として、18世紀の精神をより生かそうとしたからであった。また、「田園の」（champêtre）としたのは、アンリ・エルの引用によれば「自由な足どり、気取りのなさ、壮麗さのないこと、また田園を思わせるソノリテ、ホルンの使用など、人には田園にいる気分になる。ただし『フランス風に』整えられた田園風に」ということであった。

## 楽器編成
クラヴサン（チェンバロ）またはピアノ
フルート2、ピッコロ、オーボエ2、コーラングレ、クラリネット2、ファゴット2、ホルン2、トランペット2、トロンボーン、チューバ、ティンパニ、小太鼓（スネアありとなし）、タンバリン、トライアングル、大太鼓、シンバル、シロフォン、弦楽合奏（第1ヴァイオリン、第2ヴァイオリン、ヴィオラ、チェロ、コントラバス）

## 曲の構成
全3楽章からなっており、演奏時間は約24分である
第1楽章 アダージョ（序奏）-アレグロ・モルト
荘重な序奏と軽快な主部の対比は、18世紀のフランス風序曲を思わせる。
第2楽章 アンダンテ
牧歌的なシチリアーナ。
第3楽章 フィナーレ
プレスト。ヘンデルの「調子の良い鍛冶屋」を思わせるクラヴサンのソロで始まり、第1楽章の様々な回想も行われる。